# BBC Music Magazine
Das BBC Music Magazine ist ein monatlich erscheinendes Magazin, das sich hauptsächlich mit klassischer Musik beschäftigt. Die erste Ausgabe erschien im September 1992. BBC Worldwide, die kommerzielle Tochtergesellschaft der BBC, war in der Anfangsphase zusammen mit Warner Music Enterprises der ursprüngliche Eigentümer und Herausgeber. Seit 2012 ist Immediate Media Company der Herausgeber.
Das BBC Music Magazine veröffentlicht auch eine Ausgabe in Nordamerika, die zum ersten Mal im März 1993 erschienen ist. Das Magazin spiegelt die Sendungen von BBC Radio 3 wider und ist hauptsächlich der klassischen Musik gewidmet, enthält aber auch Beiträge über Jazz und Weltmusik. Jeder Ausgabe ist eine Audio-CD beigefügt, die häufig BBC-Aufnahmen von Werken in voller Länge enthält. Die Auflage des Magazins beträgt 37.530 Exemplare. Die Gewinne fließen an die BBC zurück.